# Catástrofe de Courrières

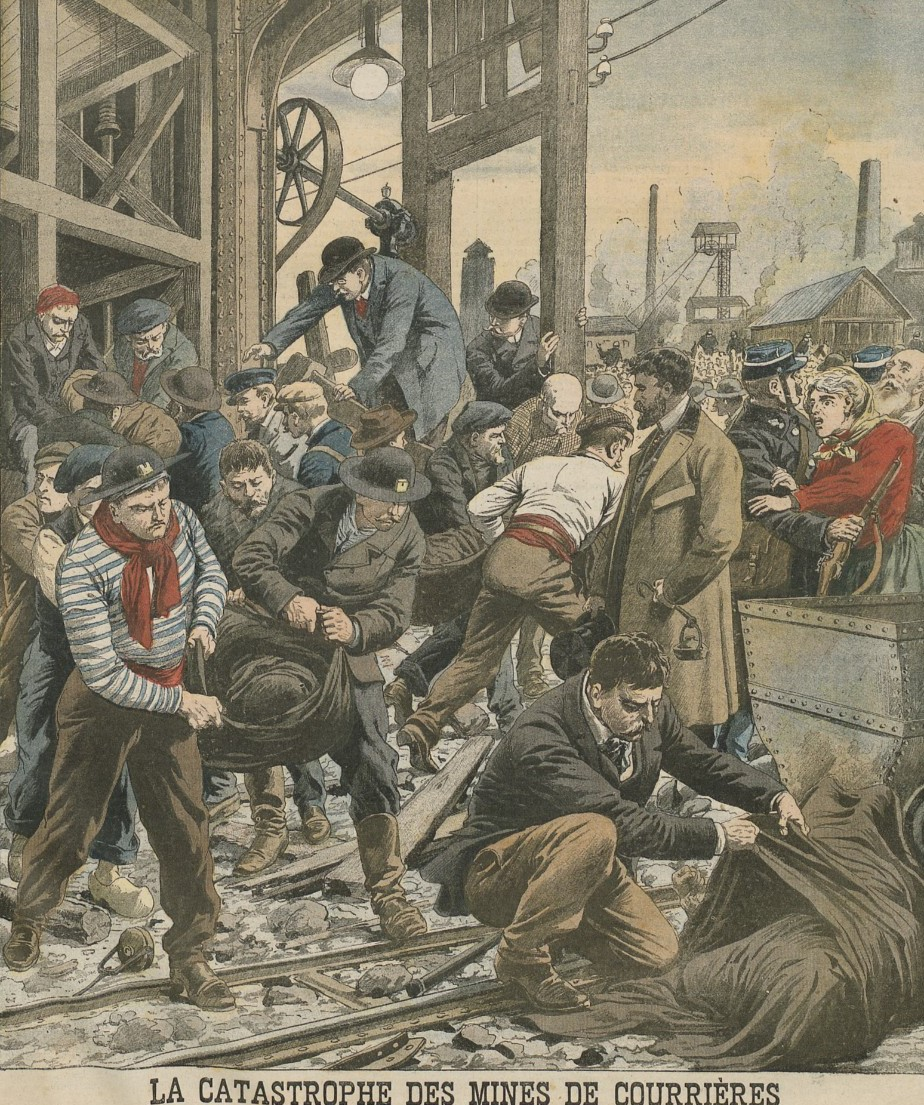
Imagem e título do Le petit Journal (26 de março de 1906).

A Catástrofe de Courrières foi o pior acidente mineiro registado na Europa, tendo provocado a morte de 1 099 mineiros (incluindo muitas crianças) no norte da França, em 10 de março de 1906. Foi superado na dimensão de vítimas pela tragédia ocorrida na República Popular da China, na mina de carvão Benxihu, ocorrida em 26 de abril de 1942, na qual morreram 1 549 mineiros. Foi uma explosão causada pela ignição de pó de carvão cuja causa não foi conhecida, e que devastou totalmente a mina. O nome provém do facto de a companhia que operava a mina se chamar Compagnie des mines de houille de Courrières (Companhia de minas de hulha de Courrières) - fundada em 1852 - localizada entre as localidades de Méricourt (404 mortos), Sallaumines (304 mortos), Billy-Montigny (114 mortos), e Noyelles-sous-Lens (102 mortos), perto de 2 km a leste de Lens, departamento de Pas-de-Calais a aproximadamente 220 km de Paris.

## A tragédia

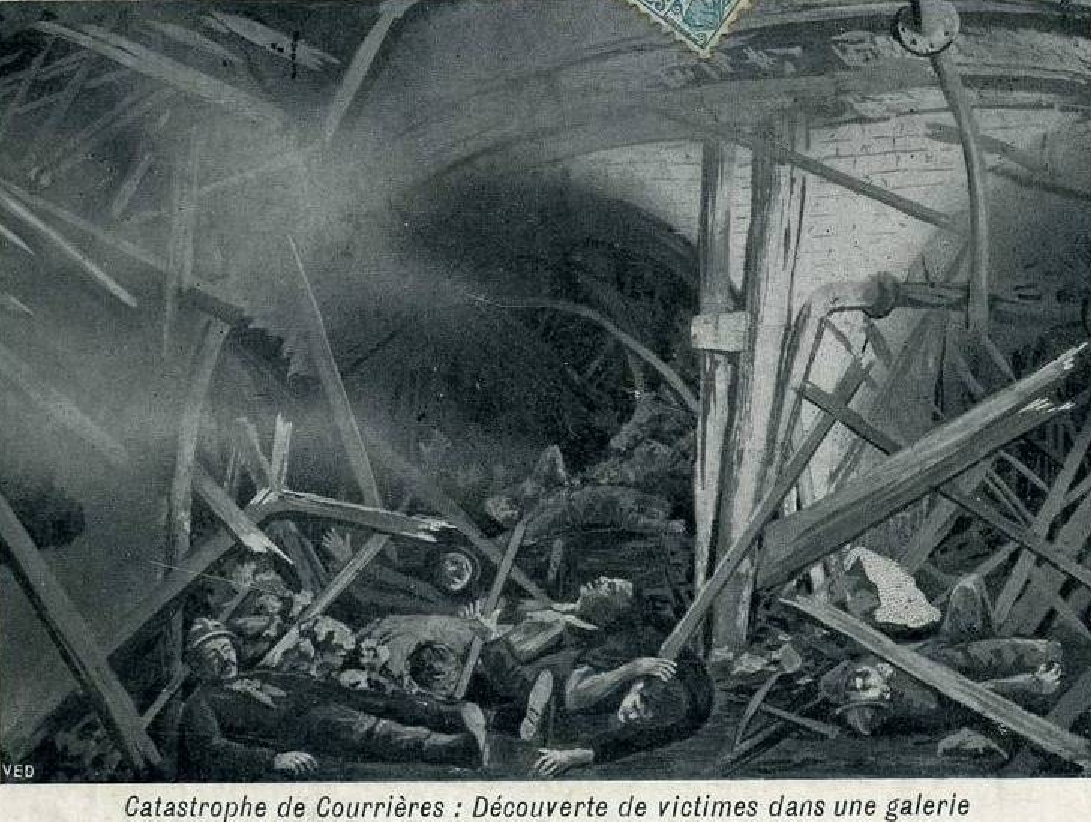
Descoberta de vítimas numa galeria.

Os poços da companhia datavam da época do segundo império, e tinham importantes túneis de hulha; o trabalho de extração era feito a profundidades entre 326 e 340 metros.
Uma grande explosão - extremamente violenta - foi ouvida às 6h34m da manhã de sábado 10 de março de 1906. Uma jaula do elevador subterrâneo do túnel 3 saiu projetada pelos ares, danificando a entrada da mina: vidros e tetos foram derrubados; uma jaula do túnel 4 foi extraída contendo apenas mortos e vítimas inconscientes.
Contrariamente ao que sempre se pensara, o incêndio que decorreu nos dias precedentes não seria a causa direta que contribuiu para degradar as condições de trabalho no fundo (gases tóxicos) e aumentaram a mortalidade; de facto, tinha-se descoberto fogo em um dos túneis de Méricourt. Os engenheiros e chefes decidiram erguer barreiras para o reter. Pierre Simon, um delegado mineiro, solicitou que ninguém descesse até que o fogo se tivesse extinguido, mas a sua advertência não foi levada em conta.
A explosão foi provavelmente causada por grisu devido ao uso de lâmpadas sem proteção.

## Número de vítimas e polémica sobre o auxílio
O acidente originou um total oficial de 1 099 vítimas, dos cerca de 1 800 mineiros que se encontravam no local nesse dia, mas o número real foi provavelmente superior em virtude da presença de trabalhadores "irregulares", cujas mortes não foram imputadas a este acidente. Além disso, a maior parte dos trabalhadores morreram asfixiados ou queimados pelas rajadas ardentes de gás tóxico. Apenas 576 mineiros conseguiram escapar da catástrofe. Ao número deve adicionar-se a morte de pelo menos 16 membros das equipas de socorro e resgate que intervieram sob precárias condições de higiene e segurança.
O grande número de vítimas deveu-se em grande parte à obstinação da companhia mineira, que continuou o trabalho de exploração quando no fundo da minha havia um incêndio ainda não extinto, enquanto os fumos e gás tóxico ocupavam as galerias. Talvez o número de mortos pudesse ter sido menor se as buscas não se tivessem detido ao terceiro dia e se uma parte da mina não tivesse sido tapada com um muro, para sufocar o incêndio e preservar a jazida. A gestão da crise por parte da companhia foi particularmente desastrosa para os mineiros e pelas suas famílias. A companhia foi acusada de ter ignorado a segurança dos mineiros, à custa de proteger a infraestrutura, em particular ao tomar a decisão de murar as galerias e de inverter o fluxo de ventilação de ar para extrair o fumo e sufocar o incêndio em vez de ajudar facilitando o trabalho dos socorristas, enviando-lhes ar fresco. Além disso, nos três primeiros dias, os corpos extraídos da mina não foram apresentados às suas famílias para serem identificados. Quando foi possível, não abriu mais que um só dia: as famílias deviam assim passar um dia diante dos mil corpos para identificar quem era seu familiar. Nenhum responsável da mina, nem qualquer funcionário, deu informação aos familiares.

## Sobreviventes
Em 30 de março, vinte dias depois da explosão, treze "rescapés"(sobreviventes), conseguiram pelos seus próprios meios sair para a superfície, depois de terem andado quilómetros, dentro da escuridão total, comendo o que encontravam -comida dos mineiros- e sacrificando um cavalo. Um décimo-quarto sobrevivente foi encontrado em 4 de abril, graças à ajuda de uma equipa de socorristas portugueses que se ofereceram espontaneamente para ajudar e que levavam aparelhos respiradores que faltavam às companhias mineiras locais. É preciso notar que quando os socorristas alemães chegaram, as buscas já tinham sido abandonadas, além de terem sido recebidos com hostilidade devido à crise franco-alemã em Marrocos.
O último sobrevivente dos 14 "rescapés" chamava-se Honoré Couplet e morreu em 1977, aos 91 anos. De entre os sobreviventes, dois continuaram a trabalhar na mina durante 42 e 45 anos, já que era o seu único modo de subsistência.

## Repercussão político-social
A comoção que se seguiu à polémica sobre a gestão do auxílio deu origem a um grande movimento de greve. Em 13 de março, após as exéquias das primeiras vítimas, na fossa comum de Billy-Montigny, sob uma tempestade de neve, na presença de 15 000 pessoas, o diretor da companhia foi recebido com insultos e gritos de "assassino!" e teve que fugir rapidamente. A multidão gritava "Viva a revolução! Viva a greve!". No dia seguinte, os mineiros recusaram regressar ao fundo da mina. Os sindicatos convocaram uma greve. O movimento estendeu-se a todos os sítios mineiros da França e mesmo a Borinage (Bélgica). Em 16 de março, 25 000 trabalhadores declararam estar em greve, cifra que ascendeu a 60 000. Os incidentes multiplicar-se-iam entre os grevistas e os que não o eram, mas também originou uma luta entre partidários do "Sindicato Velho", dirigido por Émile Basly, e do "Sindicato Jovem", afiliado na CGT e dirigido por Benoît Brotchoux. Frente aos mineiros encolerizados, George Clemenceau, então ministro do interior, mobilizou 30 000 oficiais e soldados e enviou treze comboios com militares. Houve numerosas detenções.
A catástrofe teve lugar vinte anos depois da publicação da primeira edição da novela Germinal, de Émile Zola, cuja história gira em torno de uma greve numa mina de carvão. O serviço postal francês colocou em circulação em 6 de março de 2006 um selo postal, com um valor de 0,53 € comemorando a data da tragédia. Com um formato vertical de 30X40mm, foi desenhado por Paul Véret Lemarinier a partir de una obra de Lucien Jonas (1880-1947) e representa um mineiro dotado de uma lâmpada na mão e um chapéu de couro usado nas minas. Foi impresso em heliogravura numa folha de 48 selos.
De 9 a 11 de outubro de 2006 foi organizado no centro histórico-mineiro do norte de Paso de Calais um colóquio internacional sobre a catástrofe e as suas consequências; houve também uma dupla exposição até 7 de janeiro de 2007.
A língua francesa ficou com uma palavra nova com origem no incidente: rescapé (sobrevivente), com o mesmo sentido que "réchappé" (escapado).

## Comemoração

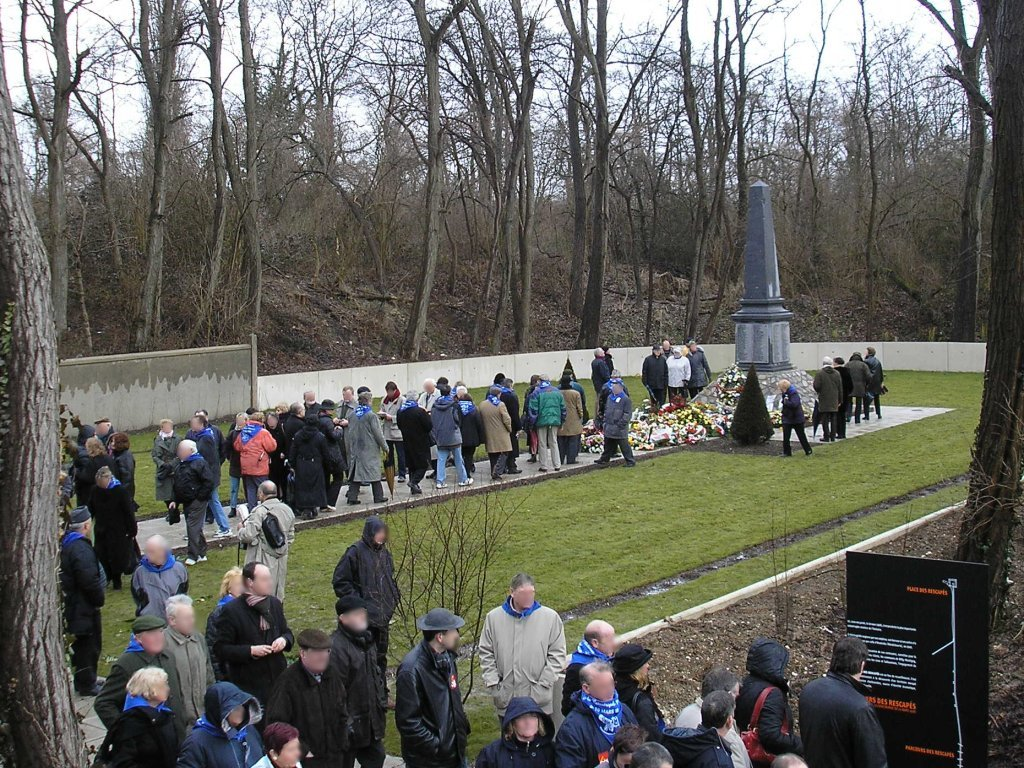
A necrópole (o «silo») de Méricourt

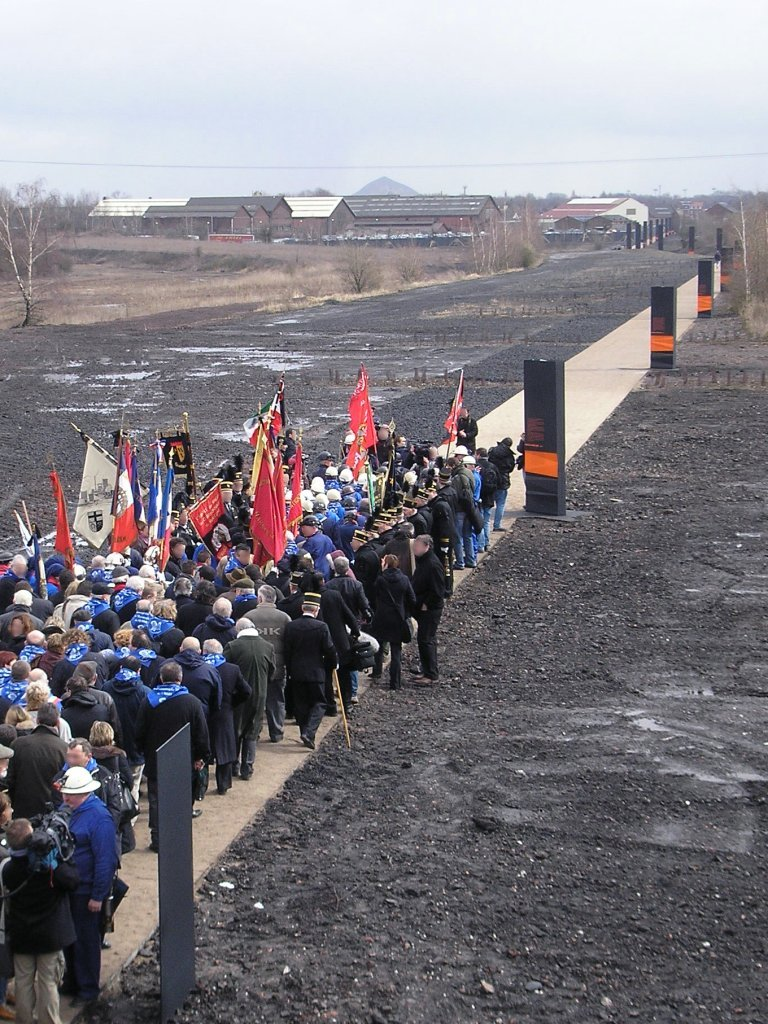
Inauguração do «percurso dos rescapés» até à fossa 2 de Billy-Montigny.

A necrópole de Méricourt abriga dentro de uma fossa comum (o "silo") os corpos de 272 mineiros não identificados. Um monumento comemorativo foi edificado; outro lembra a catástrofe na localidade vizinha de Fouquières-lès-Lens erigido em 4 de fevereiro de 1971. Quando foi o centésimo aniversario da catástrofe, a Comunidade de Lens-Levin organizou um percurso denominado «parcours des rescapés» entre a necrópole e o lugar do antigo poço 2 de Billy-Montigny, onde 13 sobreviventes conseguiram escapar à tragédia.